# Kronburg
Kronburg település Németországban, azon belül Bajorországban. Lakosainak száma 1805 fő (2023. december 31.). Kronburg Aitrach és Lautrach községekkel határos.

## Népesség
A település népessége az elmúlt években az alábbi módon változott:
| Lakosok száma | 617  | 1301 | 1118 | 1398 | 1756 | 1757 | 1758 | 1762 | 1802 | 1805 |
|               | 1875 | 1950 | 1975 | 1987 | 2012 | 2014 | 2016 | 2017 | 2021 | 2023 |

## Fekvése
Memmingentől délre fekvő település.

## Története

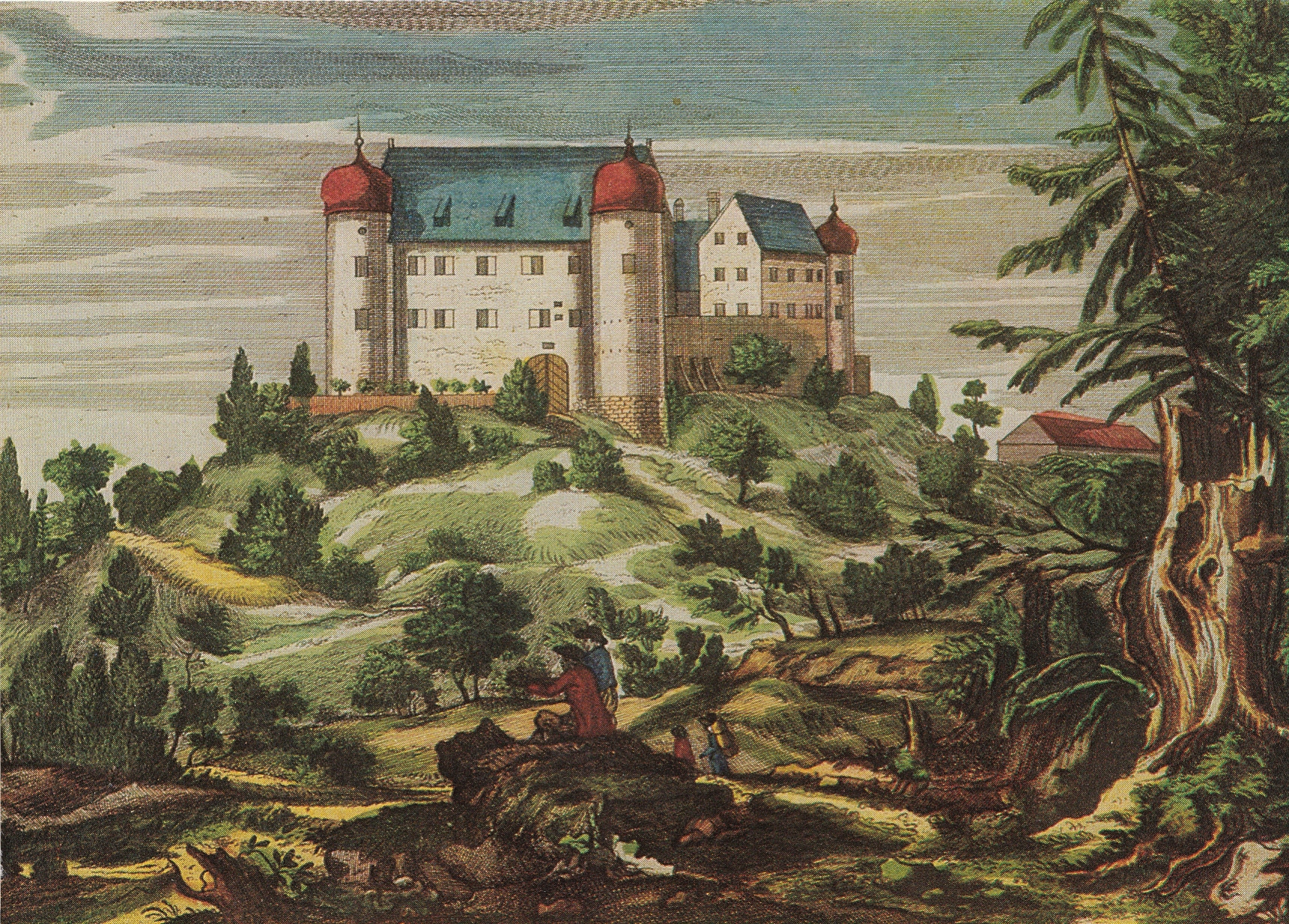
Kronburg vára egy régi képen

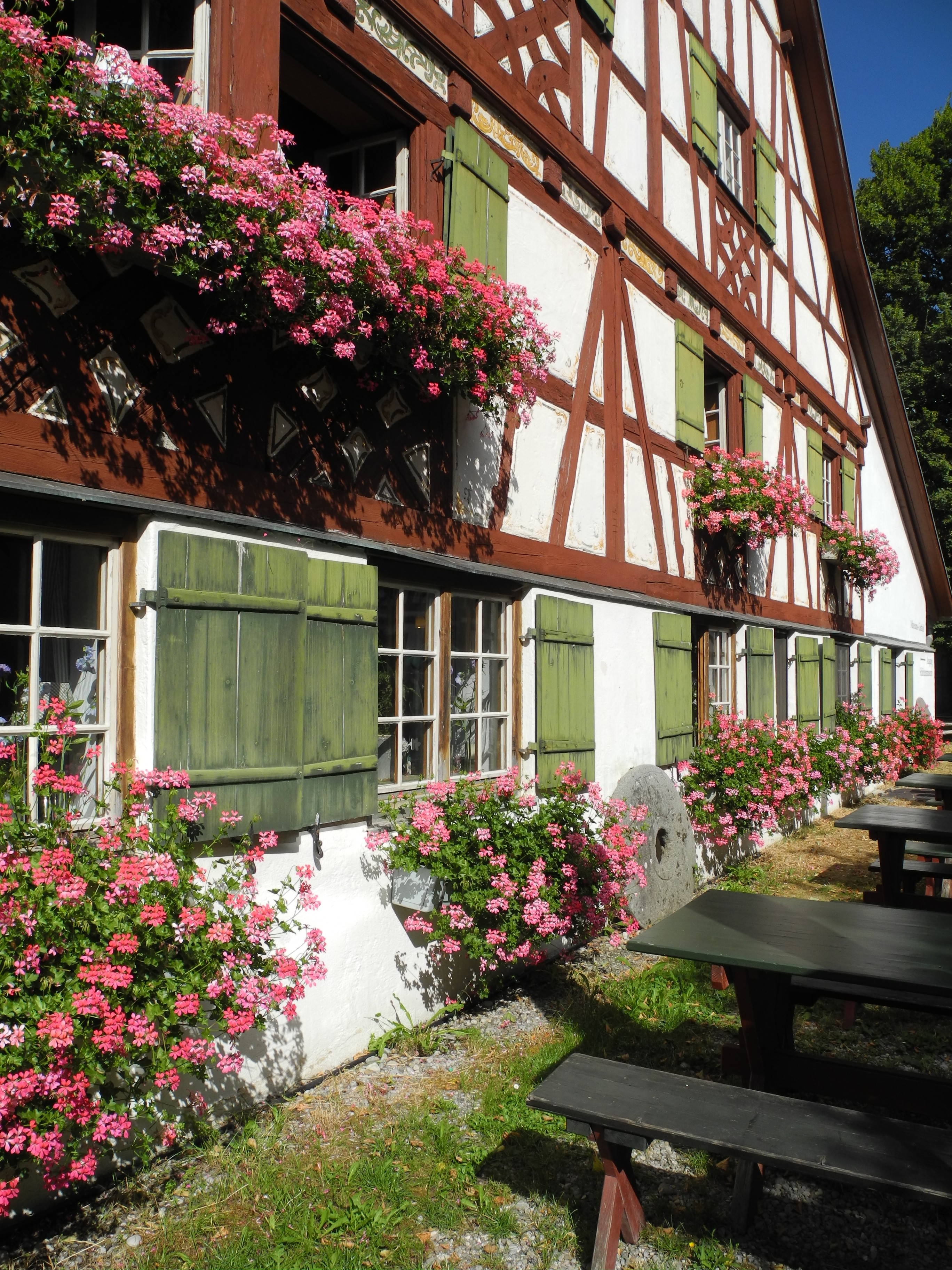
A Múzeum épülete

A településen áll a von Vequel-Westernach bárói család középkorban épült vára.
A hegyen a vár helyén már a római korban is állt egy római erőd, melyből jól ellenőrizhető volt a hegy alatt futó ősi út. A római erődöt később megerősítették. 
A harmincéves háború idején a település is súlyos károkat szenvedett. 1632-ben a svédek foglalták el. Később majdnem elnéptelenedett. Az 1636 évi feljegyzések szerint csak négy lakos élt a településen.
1802-ben a városban 35 házat és 275 lakost számoltak össze. 1806-ban a Bajor Királyság része volt.

## Galéria

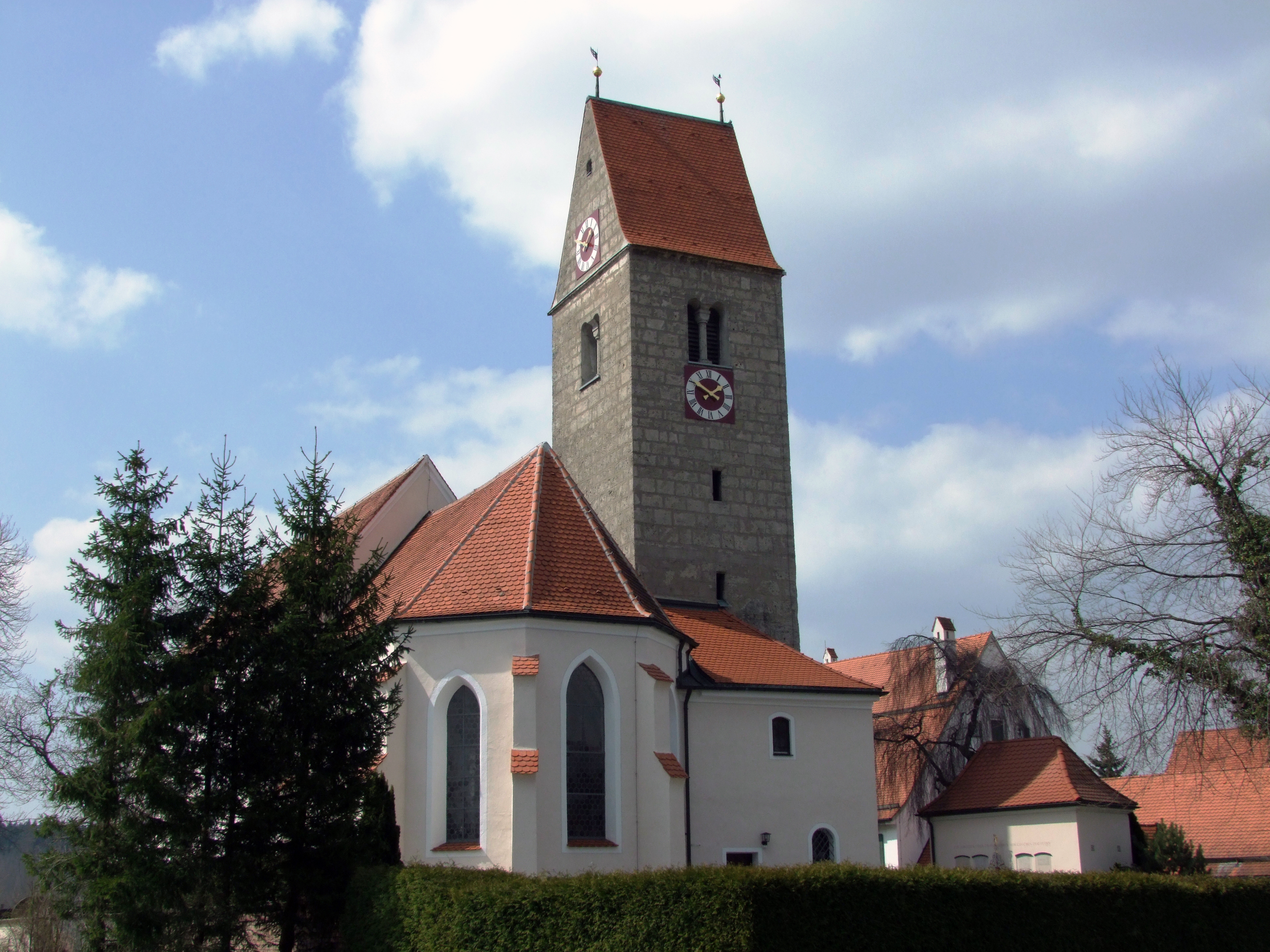
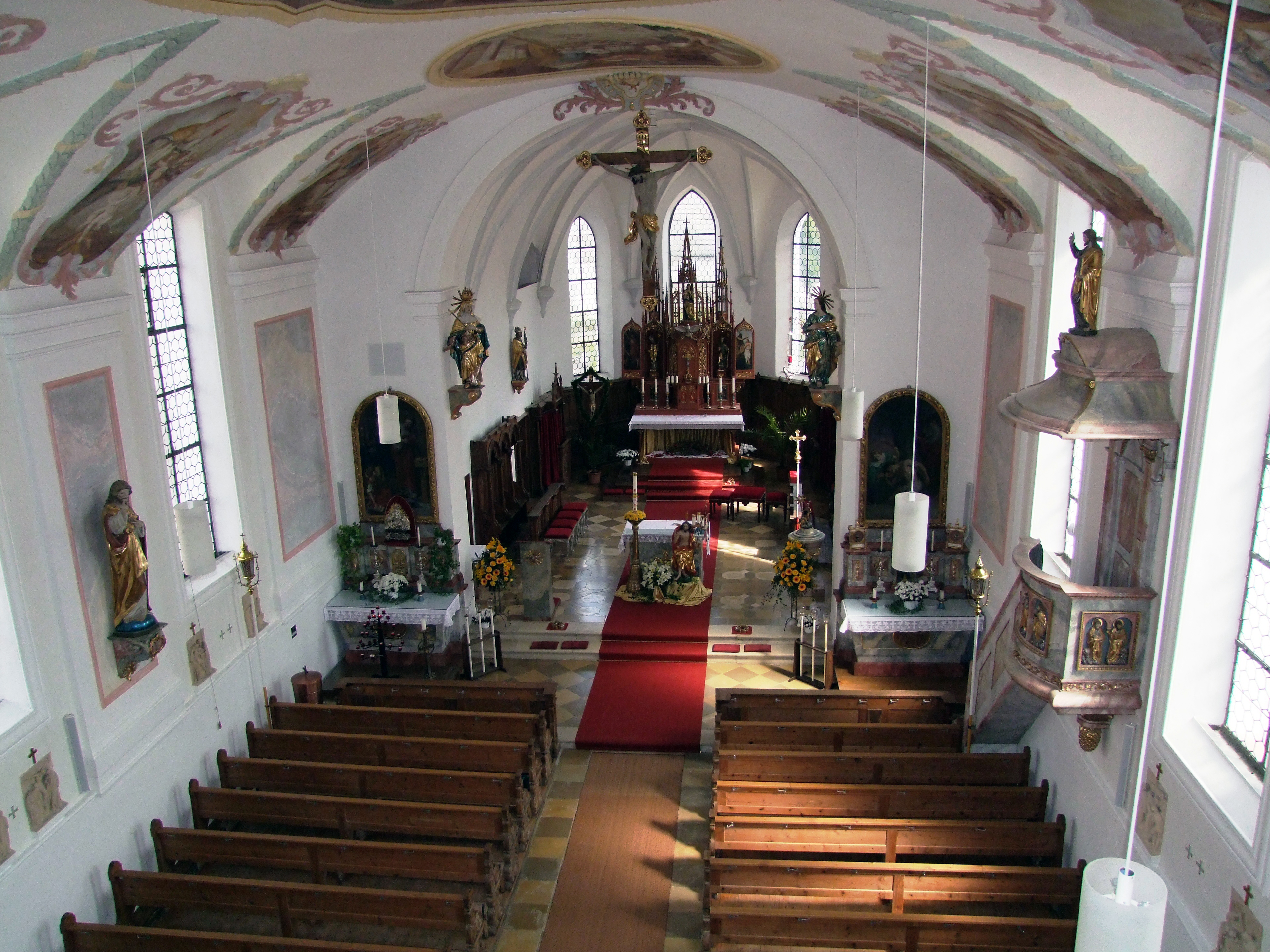
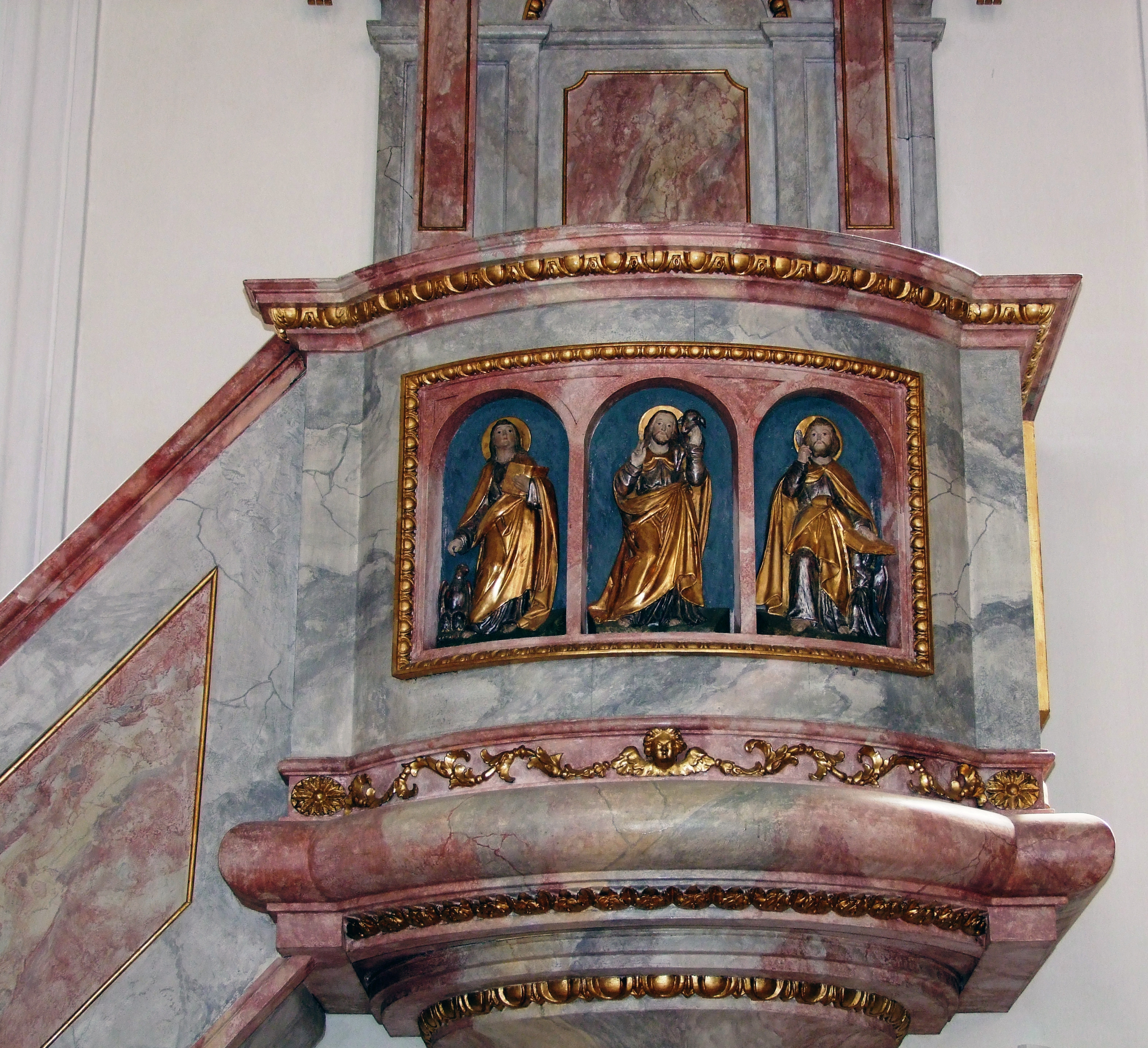
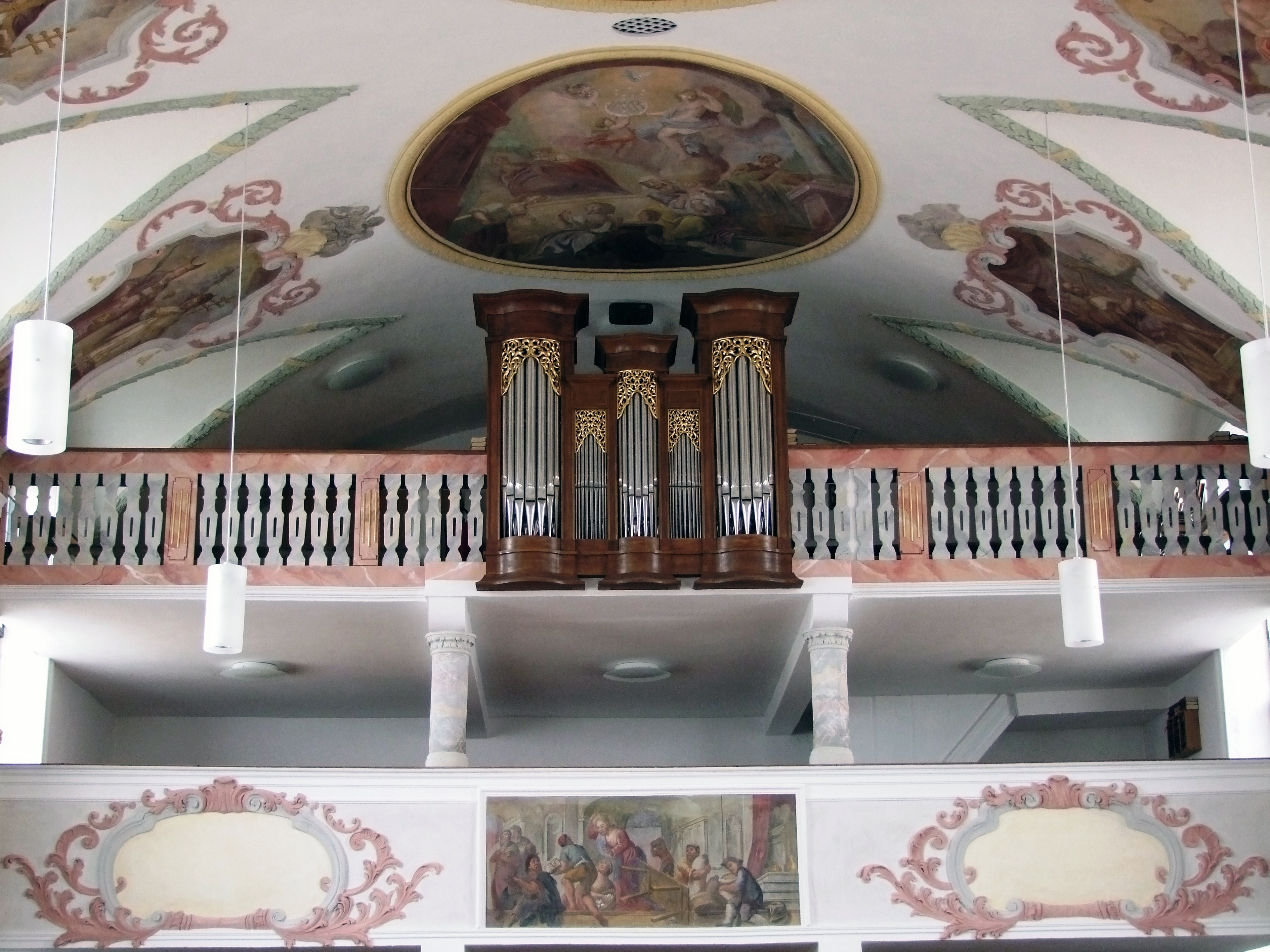
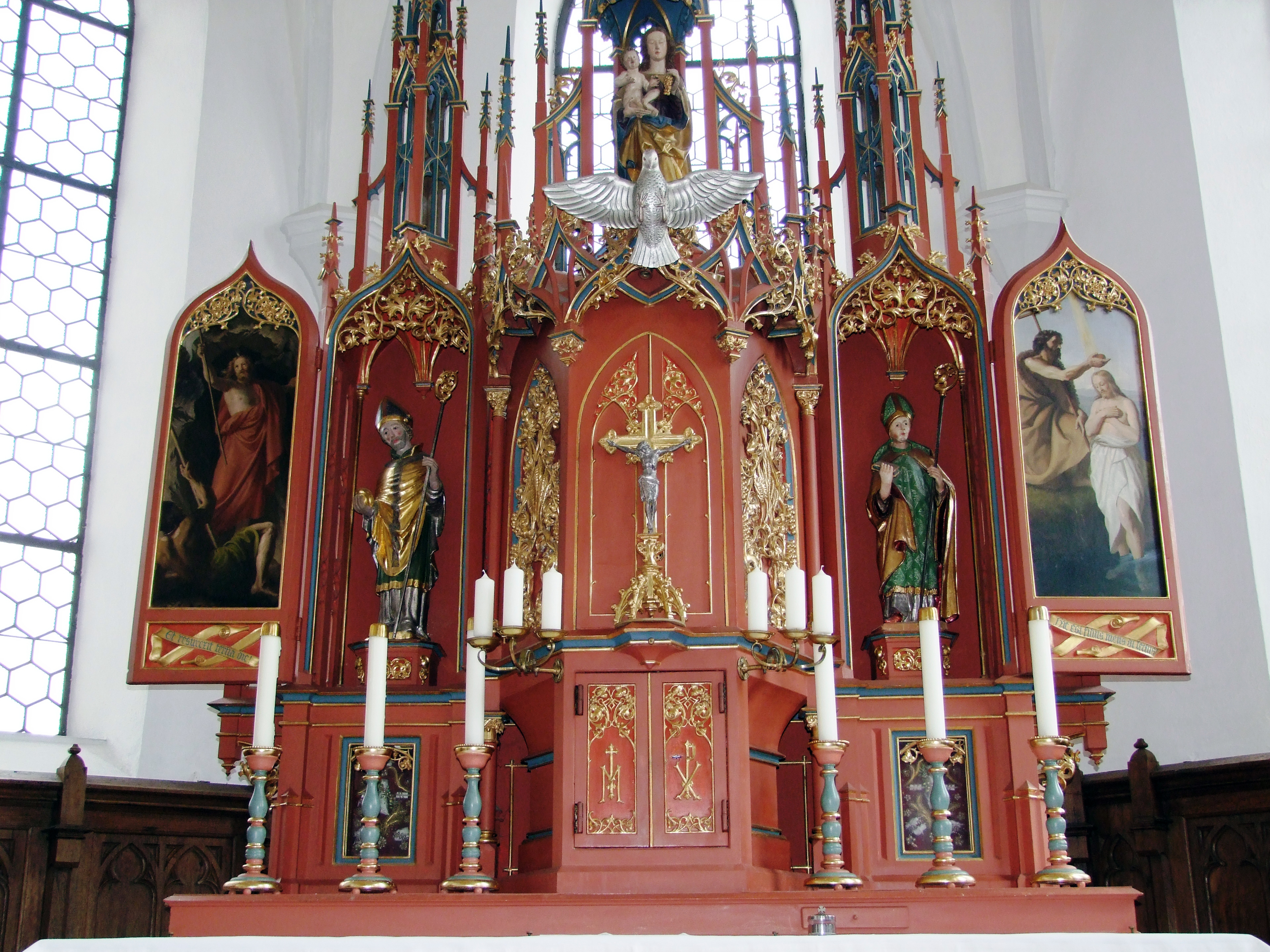
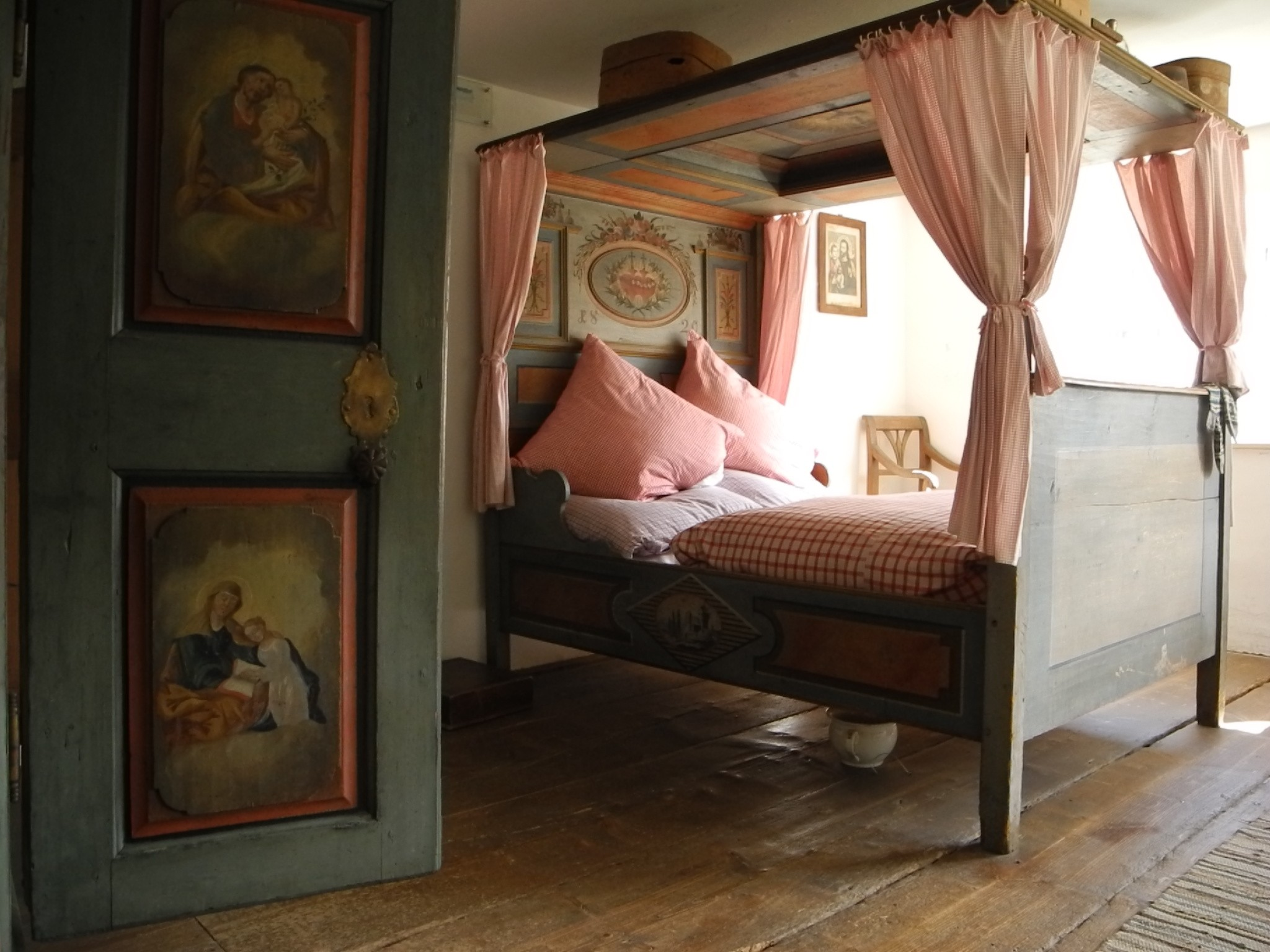
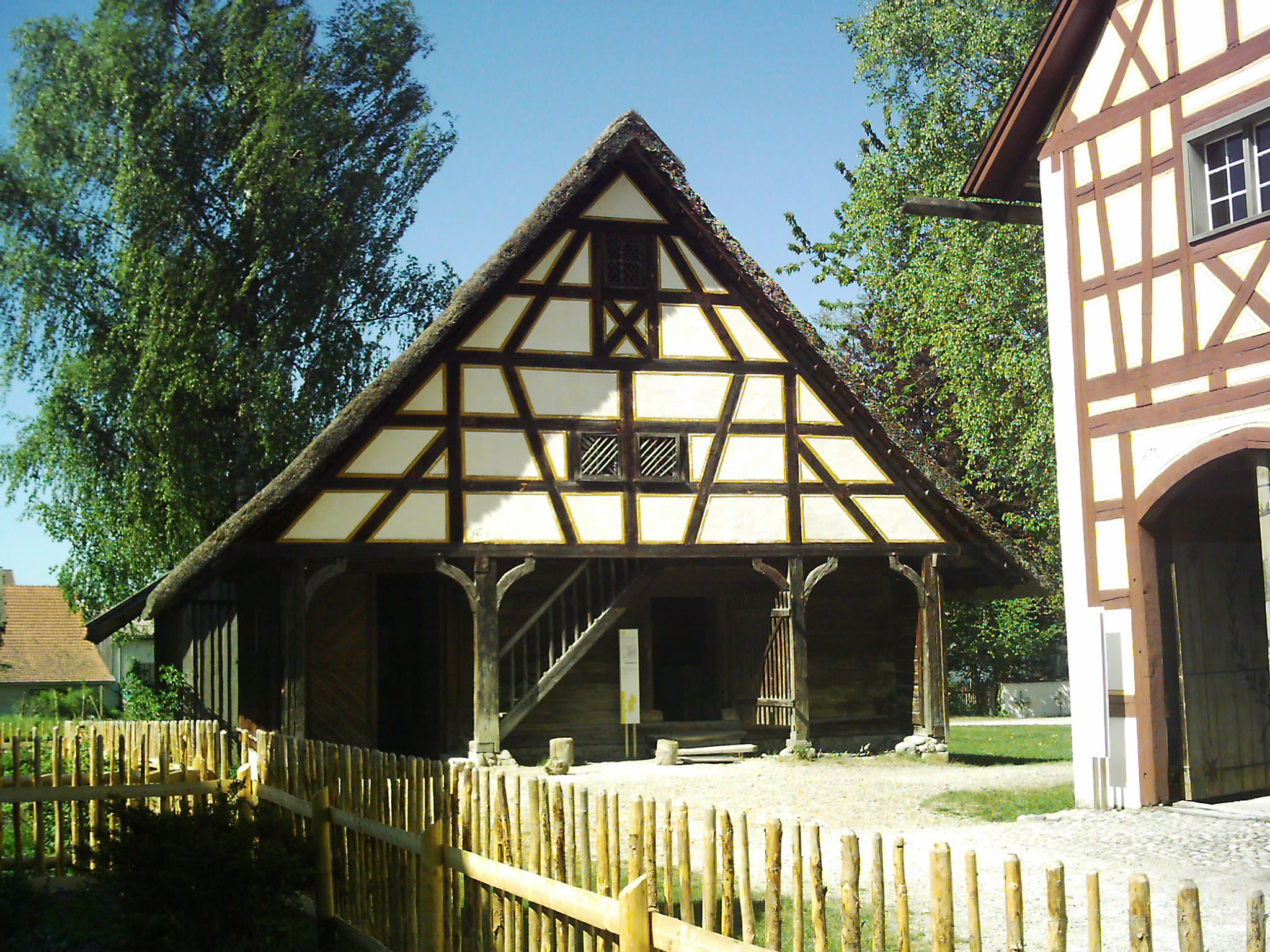
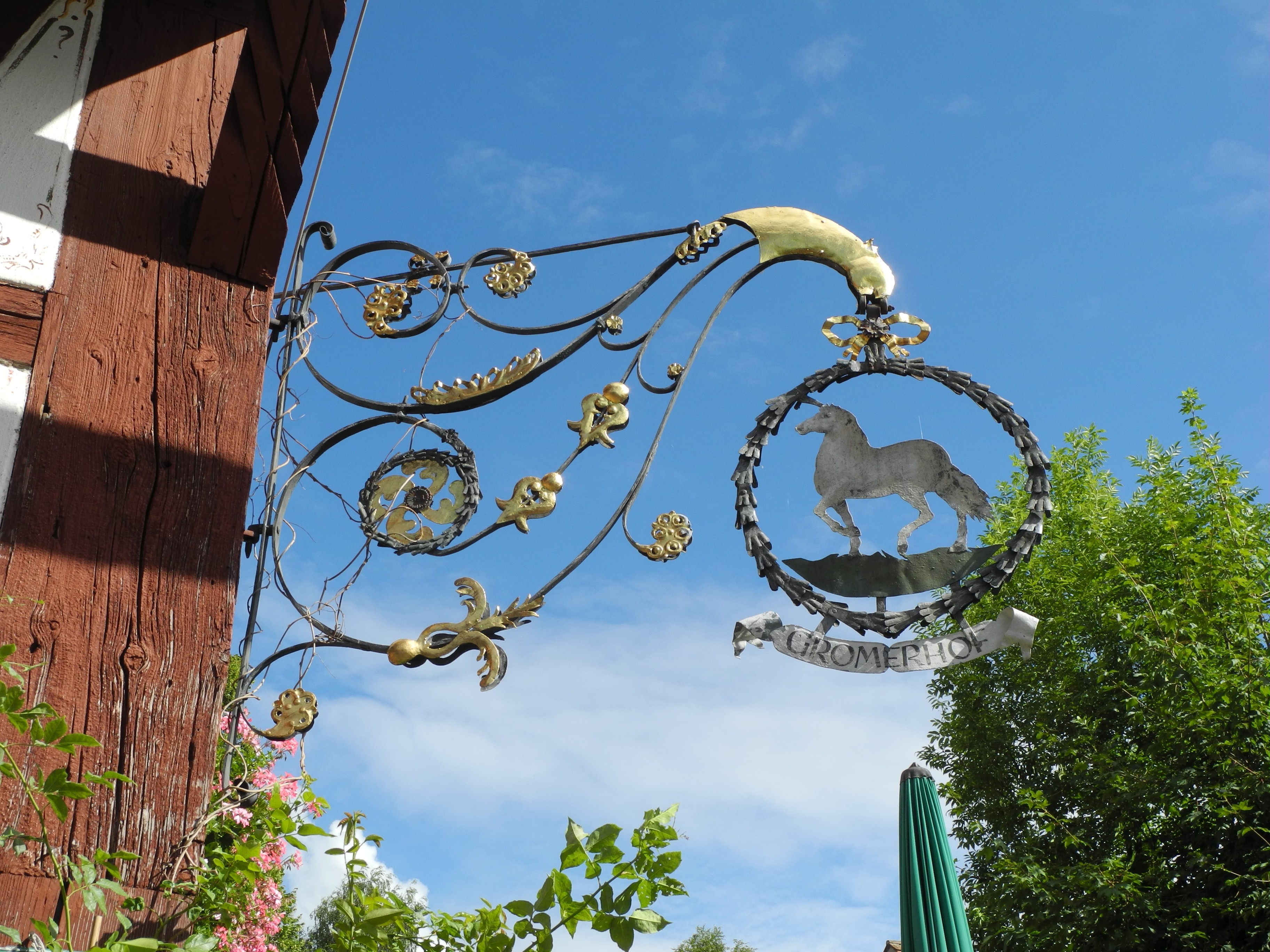
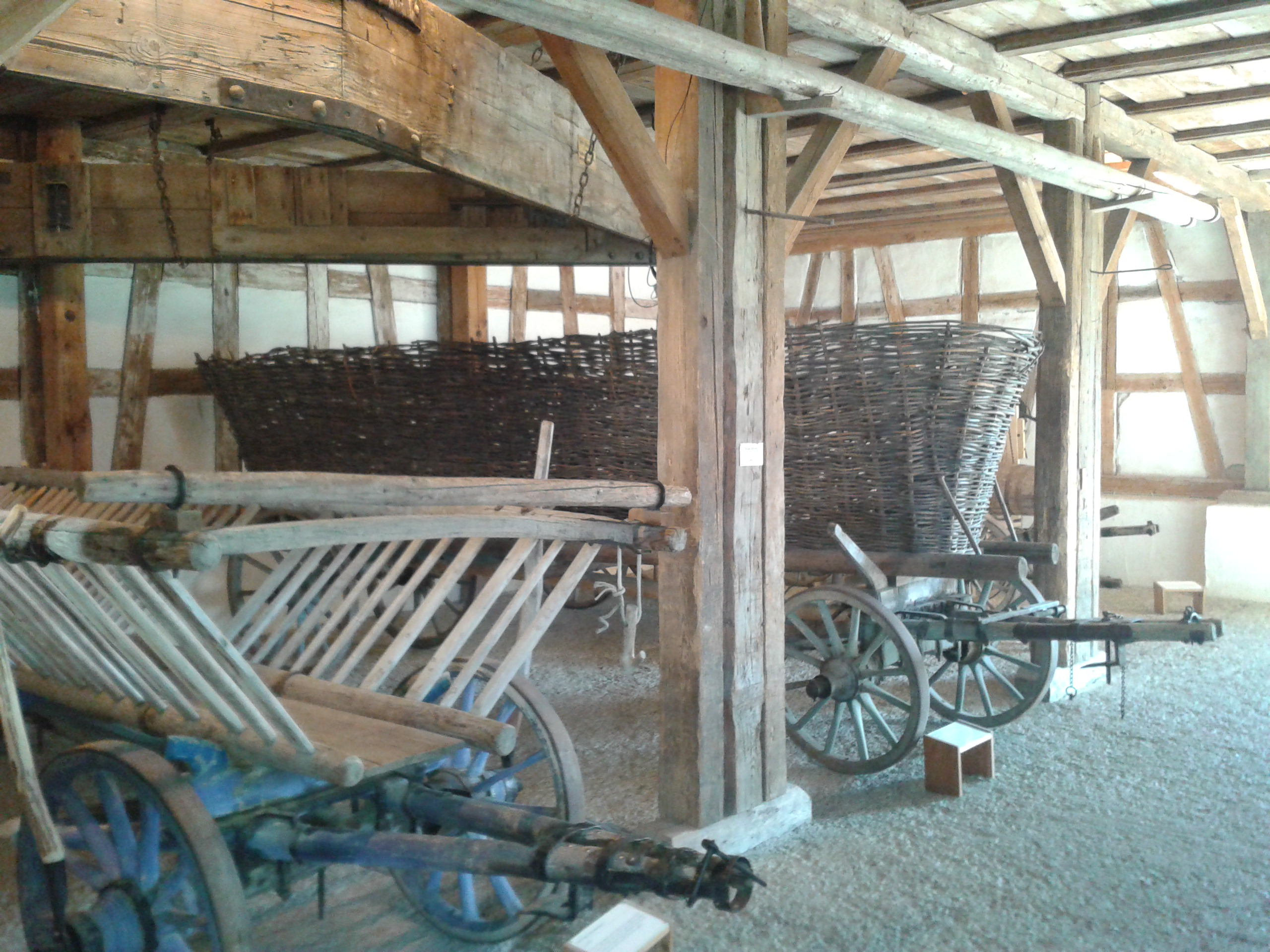